# 比嘉厚平
比嘉 厚平（ひが こうへい、1990年4月30日 - ）は、埼玉県越谷市出身の元サッカー選手。現役時代のポジションはMF、FW（WG）。

## 来歴
2000年に柏レイソルU-12に入団。在籍中、柏レイソルは全日本少年サッカー大会に千葉県代表として2回出場した。第24回大会 (2000年) の時は登録メンバーから外れたが、第26回大会 (2002年) の時はメンバーに入り、ベスト4を経験した。2002年12月にはJFAナショナルトレセンU-12に選出されてトレーニングキャンプに参加した。
2003年にU-15チームに昇格。在籍中の2004年、JFAエリートプログラムのトレーニングキャンプメンバーに選出された 他、ナショナルトレセンU-14、ストライカーキャンプに選出された。同年福島県･Jヴィレッジにて開催されたナイキプレミアカップジャパンでは決勝戦でサンフレッチェ広島FCジュニアユースと対戦し、延長戦で決勝点となる得点を挙げ、同大会優勝に貢献した。
翌2005年にはU-15日本代表に選出され、AFC U-17選手権予選に出場した。
2006年にU-18チームに昇格。同年8月21日、シンガポールにて開催されるAFC U-17選手権2006の出場メンバーに、山崎正登とともに選出された。同大会では4試合に出場し、1994年度大会以来となる優勝を経験した。翌2007年10月には堀田秀平とともにU-18日本代表に選出され、AFC U-19選手権予選に出場した。ここに至るまでU-15、U-18の同期に工藤壮人、山崎正登、武富孝介、仙石廉、酒井宏樹、島川俊郎、畑田真輝、指宿洋史がいる。
2007年12月、酒井宏樹ともども、2008年度よりトップチームに2種登録選手として登録される事が発表された が、2008年1月にカタールU-19国際親善トーナメント準決勝対中国戦 で負傷。左膝前十字靱帯損傷、左膝半月板損傷、右膝半月板損傷の重傷を負い、全治7ヶ月と診断された。この負傷のために2008年度は試合への出場はなかった。
この時は、右足の半月板を痛めていたが、交代枠を使い切っていたため、試合終了まで頑張ろうとし、ぬかるんだピッチに足をとられ、負傷した右足をかばうように使っていた逆の左膝に激痛が走ったという。
2008年11月、ユースのチームメイトである酒井宏樹、工藤壮人、山崎正登、武富孝介と共に、2009年度から正式にトップチームに昇格する事が発表された。
2011年、ブラウブリッツ秋田に期限付き移籍、自己最多7得点を記録。
2012年、モンテディオ山形に期限付き移籍。2013年、山形に完全移籍。2016年12月31日、現役引退を発表した。

## 所属クラブ
ユース経歴
- 2001年 - 2002年 柏レイソルU-12
- 2003年 - 2005年 柏レイソルU-15
- 2006年 - 2008年 柏レイソルU-18 (千葉県立柏中央高等学校→ウィザス高等学校)
  - 2008年  柏レイソル (2種登録)

プロ経歴
- 2009年 - 2012年  柏レイソル
  - 2011年  ブラウブリッツ秋田 (期限付き移籍)
  - 2012年  モンテディオ山形 (期限付き移籍)
- 2013年 - 2016年  モンテディオ山形

## 個人成績
| 国内大会個人成績 | 国内大会個人成績 | 国内大会個人成績 | 国内大会個人成績 | 国内大会個人成績 | 国内大会個人成績 | 国内大会個人成績 | 国内大会個人成績 | 国内大会個人成績 | 国内大会個人成績 | 国内大会個人成績 | 国内大会個人成績 |
| 年度             | クラブ           | 背番号           | リーグ           | リーグ戦         | リーグ戦         | リーグ杯         | リーグ杯         | オープン杯       | オープン杯       | 期間通算         | 期間通算         |
| 年度             | クラブ           | 背番号           | リーグ           | 出場             | 得点             | 出場             | 得点             | 出場             | 得点             | 出場             | 得点             |
| 日本             | 日本             | 日本             | 日本             | リーグ戦         | リーグ戦         | リーグ杯         | リーグ杯         | 天皇杯           | 天皇杯           | 期間通算         | 期間通算         |
| ---------------- | ---------------- | ---------------- | ---------------- | ---------------- | ---------------- | ---------------- | ---------------- | ---------------- | ---------------- | ---------------- | ---------------- |
| 2009             | 柏               | 29               | J1               | 1                | 0                | 0                | 0                | 0                | 0                | 1                | 0                |
| 2010             | 柏               | 29               | J2               | 0                | 0                | -                | -                | 0                | 0                | 0                | 0                |
| 2011             | 秋田             | 8                | JFL              | 30               | 7                | -                | -                | 2                | 2                | 32               | 9                |
| 2012             | 山形             | 24               | J2               | 10               | 0                | -                | -                | 1                | 0                | 11               | 0                |
| 2013             | 山形             | 14               | J2               | 18               | 2                | -                | -                | 0                | 0                | 18               | 2                |
| 2014             | 山形             | 14               | J2               | 16               | 2                | -                | -                | 1                | 0                | 17               | 2                |
| 2015             | 山形             | 14               | J1               | 0                | 0                | 0                | 0                | 0                | 0                | 0                | 0                |
| 2016             | 山形             | 14               | J2               | 0                | 0                | -                | -                | 0                | 0                | 0                | 0                |
| 通算             | 日本             | 日本             | J1               | 1                | 0                | 0                | 0                | 0                | 0                | 1                | 0                |
| 通算             | 日本             | 日本             | J2               | 44               | 4                | -                | -                | 2                | 0                | 46               | 4                |
| 通算             | 日本             | 日本             | JFL              | 30               | 7                | -                | -                | 2                | 2                | 32               | 9                |
| 総通算           | 総通算           | 総通算           | 総通算           | 75               | 11               | 0                | 0                | 4                | 2                | 79               | 13               |

## 代表歴
- 2005年 U-15日本代表
- 2006年 U-16日本代表 (AFC U-17選手権2006 4試合出場 0得点)
- 2007年 U-17日本代表候補
- 2007年 U-18日本代表

## 指導者
- 2017年 - 2019年 モンテディオ山形
  - 2017年 ジュニアユース庄内コーチ
  - 2018年 - 2019年 ジュニアユース庄内監督
- 2020年 - 2021年 柏レイソル
  - 2020年 U-12コーチ
  - 2021年 アカデミーコーチ
- 2024年 - モンテディオ山形
  - 2024年 ジュニア村山コーチ